# Суперконтинуум
Суперконтинуум — когерентное электромагнитное излучение со сверхшироким спектром. Обычно суперконтинуумом называют излучение, спектр которого перекрывает более одной октавы.

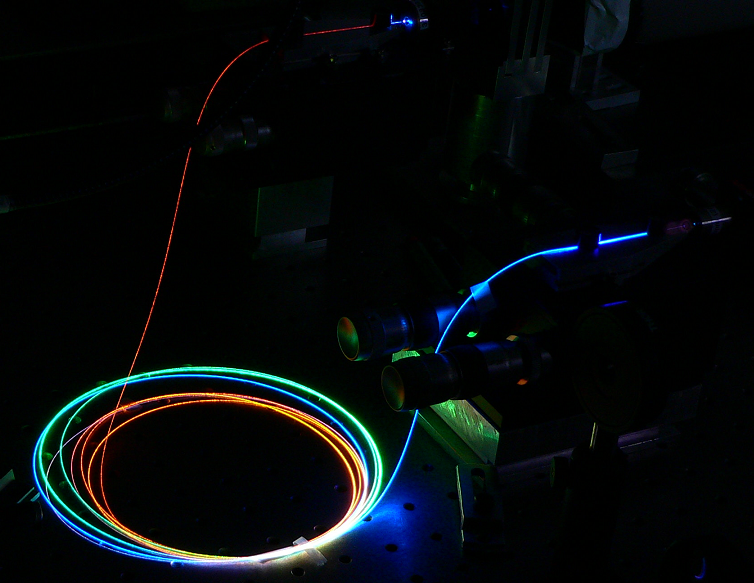
Распространение сверхкороткого лазерного импульса в микроструктурированном волокне. Входной инфракрасный импульс (сверху) генерирует излучение, покрывающее большую часть видимого спектра.

Чаще всего для получения суперконтинуума используют волоконные лазеры.